# Bitti Bergamo
Umberto Bergamo, detto Bitti (Venezia, 1º gennaio 1930 – Prato, 12 ottobre 1979), è stato un tennista e imprenditore italiano, capitano non giocatore della squadra italiana di Coppa Davis tra il 1978 e il 1979, anno della sua prematura morte per incidente stradale.

## Biografia

### Carriera agonistica
Vincitore nel 1950 della Coppa De Galea, sorta di Davis under-20, quale componente di una squadra italiana che schierava oltre a lui anche Fausto Gardini e Gianni Clerici e ritenuto un giovane promettente dotato di classe e stile ancorché discontinuo, nel circuito maggiore raggiunse il secondo turno in singolare agli Internazionali di Francia del 1951, 1953, 1955 e 1957, oltre a raggiungere la finale della Coppa Re Giorgio di Grecia 1953 ad Atene e del torneo internazionale di Cannes 1954.
In coppia con Giuseppe Merlo giunse al terzo turno degli Internazionali di Francia del 1951.
Giocatore dal buon rendimento, a metà anni cinquanta era quarto della graduatoria federale italiana maschile, benché ai campionati assoluti di quell'anno fosse stato classificato come testa di serie numero 7, circostanza che lo portò a minacciare la federazione di abbandonare il campionato; nel 1956, inoltre, fu tra i convocati nella squadra italiana per la finale della zona europea di Coppa Davis vinta 5-0 contro la Svezia a Båstad, nella quale tuttavia non fu utilizzato dal capitano Ferrante Cavriani.

### Carriera tecnica
Nel frattempo laureatosi in giurisprudenza, si impiegò nel ramo dell'import-export e della consulenza aziendale; rimasto nel mondo del tennis come osservatore e appassionato senza alcun incarico formale, era tra l'altro consulente legale di General Sport, l'azienda fondata da Adriano Panatta che stava attraversando un periodo di crisi; quando dopo la finale persa nel 1977 in Australia da campioni uscenti il rapporto tra la Federtennis e il capitano non giocatore della squadra azzurra Nicola Pietrangeli si deteriorò, Bergamo fu designato a maggio 1978 suo successore, anche con il beneplacito della squadra, lo stesso Panatta in primis.
L'esordio come capitano fu contro l'Ungheria nella semifinale di zona B europea di Coppa Davis a Budapest; la squadra magiara passò il turno per quattro incontri a uno.
Nell'edizione 1979 guidò la squadra azzurra alla vittoria della zona A europea eliminando al primo turno la Danimarca, nei quarti la Polonia, in semifinale l'Ungheria, vendicando la sconfitta dell'anno prima, e in finale la Gran Bretagna, contro la quale prese la sua più clamorosa scelta tecnica da capitano: a seguito della sconfitta iniziale di Adriano Panatta contro Buster Mottram (pareggiata da Corrado Barazzutti vittorioso su John Lloyd), intuendo che il tennista romano non fosse in perfetta forma decise di non schierare per il doppio la coppia Panatta-Bertolucci contro Mark Cox e David Lloyd, per fare scendere in campo al posto loro Barazzutti e Tonino Zugarelli, i quali si aggiudicarono l'incontro; lo stesso Panatta, cui Bergamo concesse fiducia nell'ultima giornata, diede all'Italia il punto decisivo contro John Lloyd.
Nella successiva finale interzone guidò la squadra alla vittoria 4-1 su una Cecoslovacchia che schierava esperti giocatori come Tomáš Šmíd, Jan Kodeš e l'astro nascente Ivan Lendl, dando all'Italia la quinta finale di Davis, da disputarsi prima di Natale a San Francisco contro gli Stati Uniti.
Tuttavia, il 12 ottobre successivo, cinque giorni dopo la vittoriosa semifinale, Bergamo rimase ucciso a 49 anni in un incidente stradale sull'autostrada Firenze-Mare nei pressi di Prato causato dalla collisione contro un TIR che stava effettuando un'inversione di marcia.
La federazione designò al suo posto Vittorio Crotta per la finale.